# 28ª Brigata Garibaldi "Mario Gordini"
(Archibald Colquhoun)
La 28ª Brigata Garibaldi “Mario Gordini" è stata una brigata partigiana che ha operato in Romagna, nella provincia di Ravenna, e nel Veneto meridionale (province di  Rovigo e  Padova).
Fu, assieme alla Brigata Maiella ed alla Divisione Modena-Armando, tra le pochissime formazioni partigiane riconosciute ed aggregate alle forze armate alleate durante la guerra di Liberazione.
Essa prendeva il nome da Mario Gordini, importante esponente politico e militare della Resistenza ravennate, fucilato a Forlì il 4 gennaio 1944.
Collegata militarmente come tutte le altre Brigate Partigiane al Corpo Volontari della Libertà, agli ordini del Comitato di Liberazione Nazionale, in essa erano presenti Comunisti, Socialisti, Repubblicani, Azionisti, Cattolici, Indipendenti, con presenze femminili. Essa quindi mantenne larga apertura alle componenti politiche che si riconoscevano nel C.L.N. di Ravenna. Adottò al suo interno una forma di democrazia che prevedeva una formazione politica affidata ai commissari politici, un ampio dibattito collettivo e l'elezione dei comandanti e dei commissari politici da parte dei partigiani stessi.

## Storia della Brigata
La Resistenza nella provincia di Ravenna iniziò sin dai giorni successivi all'armistizio, organizzandosi operativamente in GAP, SAO e SAC coordinati dal Comitato Militare provinciale, formato nei primi mesi di vita esclusivamente da esponenti comunisti, tra cui i quali avrà ruolo preminente Arrigo Boldrini (Bulow) che l'8 settembre 1943 era ufficiale del 120º reggimento fanteria Emilia.
Le azioni militari furono avviate secondo tecniche che in seguito verranno definite "pianurizzazione" della lotta partigiana teorizzata da Bulow stesso, con frequenti colpi di mano ed operazioni di sabotaggio, adottando originali tecniche di lotta (i "GAP volanti", le cosiddette "giornate GAP", la "battaglia del grano", i rifugi sotterranei nei campi, gli scioperi nelle fabbriche), basate sempre sul largo appoggio nella popolazione delle campagne romagnole.
Dall'inizio dell'estate del 1944, con l'istituzione del CUMER (Comitato Militare Unico Emilia-Romagna), diramazione militare del C.L.N. regionale, rappresentato per le province di Ravenna e Ferrara da Boldrini, il movimento partigiano ravennate assunse una nuova organizzazione. Nell'ottobre 1944 fu istituito il Comando Piazza Militare del C.L.N. ravennate che dirigeva tutte le attività militari della Provincia. Il Comando fu assegnato ad Arrigo Boldrini - Bulow.

### La 28ª Brigata GAP (Gruppi di Azione Patriottica)
Fu ufficialmente costituita il 19 luglio 1944 assumendo la denominazione di 28ª Brigata GAP “Mario Gordini": al suo comando venne nominato Alberto Bardi (Falco), già vice-comandante della Brigata Garibaldi Romagnola; Genunzio Guerrini (Gianô) commissario politico fino al suo superamento a fine 1944.
La Brigata fu organizzata in vari Distaccamenti, ognuno dei quali presidiante una zona dove erano i presidi fascisti ed intitolato a partigiani ravennati vittime dei nazifascisti, sul modello della preesistente organizzazione. Ogni suo gruppo agiva in modo autonomo seguendo le direttive generali e contando sulle proprie forze.
- Sauro Babini (partigiano della Brigata Garibaldi Romagnola caduto in combattimento) - operante nelle zone di Fusignano, Bagnacavallo, Russi e Ville Disunite;
- Aurelio Tarroni - operante nella zona di Alfonsine;
- Umberto Ricci - operante a Conselice (anche nella frazione Lavezzola) ed a Massa Lombarda;
- Celso Strocchi - operante a Cotignola, Faenza, Lugo e fino ai confini sudoccidentali della provincia di Ravenna; e dal 43 Vincenzo Giardini.
- Settimio Garavini - operante a Cervia e Ville Unite;
- Terzo Lori - operante inizialmente nella zona delle valli a sud del fiume Reno, tra Porto Corsini e Casal Borsetti, e poi nell'Isola degli Spinaroni.

A differenza degli altri che operavano secondo la tecnica dei GAP, quest'ultimo Distaccamento era strutturato come un'unità militare permanente, dotata di una base operativa fissa ben mimetizzata nelle paludi Ravennati: esso era suddiviso in cinque Compagnie, intitolate a Aldo Centolani, Walter Suzzi, Menotti Miserocchi, Michele Pascoli e Mario Montanari.
Alla fine del 1944, la 28ª Brigata ebbe occasione di distinguersi nel corso di una vera e propria battaglia frontale.
Successivamente allo sfondamento della Linea Gotica da parte degli Alleati, avvenuta nel settembre 1944, e dopo la liberazione di Forlì (9 novembre), Bulow stabilì un contatto con essi - attraversando personalmente la nuova linea del fronte via mare - proponendo un piano strategico sostenuto dal comando partigiano che consisteva in un'azione comune per la liberazione dell'intera provincia ravennate. Il piano fu accettato e definito in codice "operazione Teodora", perché aveva avuto origine da una «spedizione dietro le linee tedesche per convincere gli alleati a non bombardare il capoluogo romagnolo, come era nei loro piani, anche per preservare il grande patrimonio artistico della città, come i famosi mosaici bizantini dell’imperatrice, moglie di Giustiniano, da cui l’operazione prende il nome».
Nell'autunno scattò l'attacco congiunto alle postazioni tedesche: a nord ed a est di Ravenna i partigiani ("Battaglia delle Valli") ed a sud e ad ovest gli alleati ("Operation Chuckle"). L'attacco ebbe inizialmente successo e il 4 dicembre 1944 si giunse alla liberazione di Ravenna da parte dei partigiani, che anticiparono di qualche ora le truppe canadesi. In questa fase della lotta il Distaccamento "Garavini" ebbe al fianco un'originale unità di commando aggregata alla 8ª armata, la Popski's Private Army, assieme alla quale i partigiani furono artefici del salvataggio della Basilica di Sant'Apollinare in Classe.
Nei giorni immediatamente successivi le unità partigiane e in particolare la numerosa "colonna Wladimiro" (così denominata dal nome del suo comandante Mario Verlicchi), dopo aver liberato numerosi territori a sud del Delta padano, dovettero fronteggiare, prive di armi pesanti, la controffensiva tedesca, che fu contrastata con grande difficoltà e durante la quale Bulow stesso fu ferito: le truppe alleate, infatti, erano state bloccate dai tedeschi, impedendo loro di giungere all'appuntamento necessario al consolidamento dei vittoriosi attacchi portati dai partigiani.
L'"operazione Teodora", pur portando come esito la conquista di larga parte dei territori ravennati, non conseguì tuttavia il successo sperato: l'Operazione Olive, che prevedeva lo sfondamento britannico della Linea Gotica sul versante adriatico e l'avanzamento lungo la Via Emilia fino a Bologna, fu bloccata e il fronte si stabilizzò per alcuni mesi lungo gli argini del Fiume Senio.

### La 28ª Brigata Garibaldi "Mario Gordini"
Successivamente alla liberazione di Ravenna il 4 dicembre 1944, la Brigata anziché essere smobilitata (procedura normalmente imposta sino ad allora dalle forze alleate una volta congiunte con le forze partigiane) fu inquadrata a partire dal 16 dicembre 1944 all'interno della 8ª Armata britannica (5ª Brigata Corazzata) come unità autonoma alle dipendenze del Gruppo di Combattimento "Cremona", mantenendo il nome di 28ª Brigata Garibaldi “Mario Gordini". Nuovo comandante venne eletto Arrigo Boldrini (Bulow), Ateo Minghelli (Règan) e Mario Verlicchi (Wladimiro) vicecomandanti, Gino Gatta (Zalèt) commissario, Cervellati Vice Commissario mentre la Brigata adottò una nuova struttura, suddividendosi in 17 compagnie di 33 uomini ciascuna, più alcune altre ausiliarie, per un totale di 600 uomini (forza che corrispondeva a quella di un piccolo battaglione regolare).
Il 12 gennaio 1945 la Brigata entrò in linea sul fronte, sempre alle dipendenze dell'8ª Armata britannica, attestata come una regolare formazione nel tratto di fronte assegnatole dal comando alleato, sulla destra del Fiume Reno ai margini delle Valli di Comacchio, dall'abitato di S. Alberto a Casa Balladora; sette giorni dopo, il 19 gennaio, venne riconosciuta ufficialmente come unità autonoma di combattimento.
La nuova formazione continuò tuttavia a mantenere i contatti operativi con i suoi partigiani attivi al di là della linea del fronte, rappresentata nei primi mesi del 1945 dal Fiume Senio, che aveva spezzato in due zone la provincia ravennate e con essa la originaria zona di azione del raggruppamento partigiano.
Il 4 febbraio del 1945 il generale Richard McCreery, comandante dell'8ª Armata, appuntò al petto del comandante "Bulow", nella gremitissima Piazza Garibaldi della Ravenna liberata due mesi prima, la Medaglia d'oro al valor militare quale riconoscimento per lo status di comandante di unità combattente riconosciuta dal Comando alleato e per il significativo contributo dato alla liberazione di Ravenna dal comune nemico nazifascista.
A partire dal 19 febbraio la Brigata passò alle dipendenze del Gruppo di combattimento "Cremona" del ricostituito Esercito Italiano comandato del generale Clemente Primieri, con cui continuerà la lotta fino alla Liberazione, giungendo nelle Valli di Comacchio, nel Padovano, fino a Venezia.
Il 20 maggio 1945, con un'imponente manifestazione popolare a Ravenna, la 28ª Brigata Garibaldi "Mario Gordini" veniva definitivamente smobilitata dopo aver liberato 53 paesi e catturato 5000 prigionieri subendo in combattimento 187 perdite.
Fu una delle uniche due formazioni partigiane (insieme alla Brigata Maiella) ad essere decorata al valor militare dopo la guerra di Liberazione  (13 settembre 1945). Straordinario è anche il numero dei suoi partigiani decorati A.V.M.: 3 medaglie d'oro, 21 medaglie d'argento, 1 medaglia di bronzo.
Tutti i partigiani della Brigata sono stati insigniti della cittadinanza onoraria dei Comuni di Comacchio e Donada.
Lo storico Roberto Battaglia evidenzia che "l'attività ed il rapporto fra 28ª Brigata Garibaldi e 8ª Armata Britannica fu l'episodio più significativo di tutta la campagna d'Italia sotto l'aspetto collaborativo fra partigiani ed Alleati".

## Codevigo
Storicamente l'incrocio della Brigata con il toponimo Codevigo è legato all'episodio, ivi avvenuto il 16 maggio 1945, in cui alcuni reparti dell'Esercito italiano furono passati per la prima volta dopo la Liberazione in rivista del Principe d'Italia Umberto di Savoia e da alti ufficiali italiani ed alleati: durante la cerimonia quello che sarà il "re di maggio" fu inaspettatamente sonoramente contestato da numerosi militari del Gruppo di combattimento "Cremona" (che per tale motivo vennero puniti) mentre Boldrini con i partigiani garibaldini della 28ª Brigata rimasero disciplinatamente sul presentat'arm. L'episodio rappresentò un forte segnale democratico del mutato clima politico e della prossima vittoria della Repubblica, in quanto dimostrò che mentre i Savoia venivano contestati addirittura dalle Forze Armate del nuovo esercito italiano erano proprio i più fervidi oppositori della monarchia - i "comunisti" di Bulow - a mostrare rispetto verso le Istituzioni dello Stato.
Il nome della località di Codevigo è poi associato all'"eccidio di Codevigo", in cui alcune schegge impazzite appartenenti al "Cremona" e a gruppi differenti di partigiani anche veneti, nel periodo a cavallo della resa di Caserta (3 maggio 1945), uccisero un numero variabile tra le 114 e le 136 persone, per lo più militi della RSI della G.N.R. e alcuni civili. Lo stesso Bulow, nel suo noto "Diario" accenna all'esistenza di "rastrellamenti di fascisti operati spontaneamente dai patrioti. Così come si registrano autonome iniziative di gruppi contro le ultime resistenze nazifasciste. Non è possibile avere un quadro preciso; si sono mobilitati un po' tutti, diversi militari del Cremona, esponenti del C.L.N., partigiani di altre zone, i nostri " ed episodi di violenza incontrollabile: "Gli animi sono esasperati, si apprendono terribili notizie sui misfatti compiuti dai nazifascisti". Nel periodo 1945-50 e successivamente nel 1961-62 furono avviati alcuni procedimenti penali che si conclusero con l'assoluzione degli accusati. Bulow e il Comando della 28ª non furono mai soggetti a procedimenti giudiziari e così pure non lo furono il Comando del Cremona perché i fatti si svolsero al di fuori e contro le direttive e gli ordini da loro impartiti.
Il 27 settembre 1994 l'ex partigiano Jules Minguzzi, già comandante della 14ª Compagnia, scrisse al Procuratore della Repubblica di Ravenna affermando che il comando di Brigata era a conoscenza di illegittime persecuzioni e di aver a suo tempo protestato in merito con i superiori.
Tale affermazione fu smentita con dichiarazione giurata dal comandante della 12ª Compagnia, Amadei, e dal commissario politico della 7ª, Bondi, ed altri nel corso del processo tenutosi nel 1998 a Rimini contro Gianfranco Stella, autore del libro "1945: Ravennati Contro. La strage di Codevigo", a seguito della denuncia di 13 partigiani della 28ª, per vilipendio delle Forze Armate e della Liberazione (art. 290 c.p.) e diffamazione a mezzo stampa (art. 595 c.p.), che si concluse con l'assoluzione dell'autore del libro. Lo stesso Stella poi, il 4 aprile 2017, è stato condannato in via civile per aver definito Boldrini il "boia di Codevigo" per infondatezza dell'affermazione.

## Onorificenze

### 28ª Brigata
Medaglia d'oro al valor militare
- Arrigo Boldrini (Bulow)

 Medaglia d'argento al valor militare
- Primo Bandini (Noco)
- Maria Bartolotti (Piera)
- Cristoforo Bendazzi (Rino)
- Aldo Centolani
- Ennio Cervellati (Silvio)
- Renato Dradi (Zirèla)
- Gino Gatta (Zalèt)
- Genunzio Guerrini (Gianò)
- Primo Lacchini (Spada)
- Sesto Liverani (Palì)[17]
- Luciano Lontani (Lato)
- Francesco Mascanzoni (Gira)
- Armando Montanari (E'Desch)
- Dario Negrini (Picètt)
- Silvio Pasi (Elic)[18]
- Leonardo Pavirani (Leandro)
- Vasco Presentati (Arra)
- Umberto Ricci (Napoleone)
- Norina Trombini (Ortensia)

 Medaglia di bronzo al valor militare
- Natalina Vacchi (Lina)

### GAP ravennati
Medaglia d'oro al valor militare
- Marx Emiliani (Max)
- Walter Suzzi (Sputafuoco)

 Medaglia d'argento al valor militare
- Sauro Babini
- Mario Gordini
- Aurelio Tarroni